# Міжнародна стандартна класифікація професій
Міжнародна стандартна класифікація професій (International Standard Classification of Occupations, ISCO / ILO, Geneva) — рекомендована Міжнародною конференцією статистики праці Міжнародного бюро праці для переведення національних даних у систему, що полегшує міжнародний обмін професійною інформацією.
Поточну редакцію ще називають ISCO-08, вона була опублікована в 2008 і є четвертою ітерацією після попередніх ISCO-58, ISCO-68 таd ISCO-88.
ISCO-88 була прийнята за основу при розробці національного класифікатора України «Класифікатор професій».

## Основні групи та підгрупи основних груп ISCO 08
1 Керівники, менеджери
11 Генеральні директори, вищі керівні кадри та члени виконавчих та законодавчих органів
12 Керівники адміністративних та комерційних підрозділів
13 Керівники та керівні працівники управління, виробництва та спеціалізованих служб
14 Керівники та керівні працівники готелів, ресторанів, закладів торгівлі та інших послуг
2 Професіонали
21 Спеціалісти в галузі технічних наук
22 Спеціалісти в галузі охорони здоров'я
23 Спеціалісти в галузі освіти
24 Спеціалісти в галузі управління підприємствами
25 Спеціалісти в галузі інформаційних технологій та комунікацій
26 Спеціалісти в галузі права, соціальних наук та культури
3 Техніки та помічники професіоналів
31 Проміжні професії в галузі технічних наук
32 Проміжні професії в галузі охорони здоров'я
33 Проміжні професії в галузі фінансів та адміністрування
34 Проміжні професії в галузі юридичних послуг, соціальних послуг та подібні
35 Технічні працівники в галузі інформації та комунікації
4 Технічні службовці
41 Офісні працівники
42 Працівники рецепції, банківські працівники та подібні
43 Працівники служб обліку та постачання
44 Інші службовці адміністративного типу
5 Працівники сфери торгівлі та послуг
51 Персонал, що надає прямі послуги приватним особам
52 Комерсанти та продавці
53 Персонал по догляду
54 Персонал служб захисту та безпеки
6 Кваліфіковані робітники сільськогосподарської, лісової та рибної галузі
61 Працівники та кваліфіковані комерційні робітники сільського господарства
62 Кваліфіковані комерційні професії лісового господарства, рибного господарства та мисливства
63 Працівники сільського господарства, рибалки, мисливці та збирачі харчової продукції
7 Кваліфіковані працівники промисловості та ремісництва
71 Кваліфіковані професії будівельної промисловості та подібні, крім електриків
72 Кваліфіковані професії металургії, машинобудування та подібні
73 Кваліфіковані професії ремісництва та поліграфії
74 Професії в галузі електрики та електротехніки
75 Професії в галузі харчування, обробки деревини, одягу та інші кваліфіковані професії промисловості та ремісництва
8 Оператори устаткування та машин, монтажники
81 Оператори стаціонарних установок та машин
82 Робітники складання
83 Оператори важких підйомних та маневрувальних машин та механізмів
9 Елементарні професії
91 Помічники по господарству
92 Некваліфіковані робітники сільського господарства, лісового господарства та рибного господарства
93 Некваліфіковані робітники шахт, будівельної промисловості, суспільних робіт, мануфактурної промисловості та транспорту
94 Помічники по приготуванню їжі
95 Пересувні торговці та інші дрібні вуличні працівники та подібні їм
96 Сміттярі та інші некваліфіковані робітники
0 Військові професії
01 Офіцери збройних сил
02 Молодші офіцери збройних сил
03 Інші члени збройних сил